# Спиновая жидкость
Спи́новая жидкость — одно из магнитных состояний вещества, наряду с ферромагнетизмом и антиферромагнетизмом. Обусловлено «жидким» поведением спинов, собственных моментов импульсов элементарных частиц при низких температурах. Возмущение спинов происходит вплоть до самых низких температур.
Возможность существования спиновой жидкости была теоретически предсказана Филипом Андерсоном в 1973 году и получила экспериментальное подтверждение в 2012 году, после исследования образца минерала гербертсмитита, способного проявлять свойства спиновой жидкости.